# Choral-Synagoge (Šiauliai)

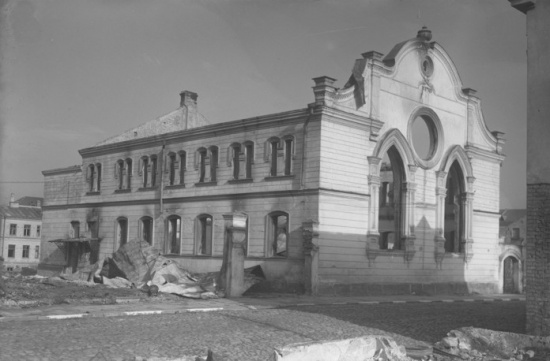
Choral-Synagoge in Šiauliai (1944)

Die Choral-Synagoge in Šiauliai, einer Großstadt in Litauen, wurde vermutlich 1871 im Stil des Historismus errichtet.
Sie wurde von 1895 bis 1898 umfangreich umgebaut. Wegen ihrer weißen Außenmauern wurde sie im Volksmund auch Weißer Schwan genannt.
Die Ostwand, hinter der sich der Toraschrein befand, zeigte zur heutigen Varpo-Straße. Sie hatte zwei hohe Fenster mit Spitzbogen und dazwischen oben einem Okulus. An den Seitenwänden befanden sich auf zwei Etagen Fensterreihen mit rechteckigen Fenstern. Im Westen waren mehrere Räume der Haupthalle (dem Gebetsraum der Männer) vorgelagert. Für diese gab es feste Bank- oder Stuhlreihen.
Für die Frauen gab es auf drei Seiten Emporen, die von eisernen Säulen gestützt waren.
Im Ersten Weltkrieg wurde das Gebäude schwer beschädigt, danach aber wieder aufgebaut. Im Zweiten Weltkrieg wurde es ebenfalls schwer beschädigt, nach dem Krieg aber abgerissen.